# Dario Cerasola
Dario Cerasola (Palermo, 5 de marzo de 1984) es un deportista italiano que compitió en remo. Ganó tres medallas en el Campeonato Mundial de Remo entre los años 2005 y 2007.

## Palmarés internacional
| Campeonato Mundial | Campeonato Mundial | Campeonato Mundial | Campeonato Mundial      |
| Año                | Lugar              | Medalla            | Prueba                  |
| ------------------ | ------------------ | ------------------ | ----------------------- |
| 2005               | Kaizu (Japón)      | Medalla de plata   | Dos con timonel         |
| 2006               | Eton (Reino Unido) | Medalla de plata   | Dos con timonel         |
| 2007               | Múnich (Alemania)  | Medalla de bronce  | Ocho con timonel ligero |